# Henrietta Crosman
Henrietta Foster Crosman (Wheeling, 2 de setembro de 1861 - Pelham Manor, 31 de outubro de 1944) foi uma atriz de teatro e de cinema norte-americana. Nascida na Virgínia Ocidental, estrou em 1883, em Nova Iorque, tendo interpretado vários papéis clássicos e foi por curiosidade que ela se aventurou no cinema mudo da época. Era sobrinha do compositor Stephen Foster.

## Vida pessoal
Nascida em Wheeling, em 1861, Henrietta era filha do major do Exército, George Crosman Jr. (1836–1911), com Mary B. Wick (1837–1912) e neta do general da Guerra de Secessão, George H. Crosman e nasceu na época em que a guerra estava começando. Como seu pai também era do Exército, morou em vários lugares dos Estados Unidos, para onde ele era transferido e assim estudou em diversas escolas. Ao se formar, decidiu que seria atriz.

## Teatro
Sua estreia aconteceu na cidade de Nova Iorque, em 1883, no antigo Teatro Windsor, com a ajuda do empresário teatral, John A. Ellsler. Sua personagem era Lilly, na peça de Bartley Campbell, The White Slave. Excursionando pelo país na companhia de Robert L. Downing, começou a interpretar papéis clássicos, como na peça de Shakespeare, As You Like It. Durante a década de 1890, foi agenciada por Daniel Frohman, tendo trabalhado com teatro itinerante. De 1892 a 1894, sua carreira ficou nas mãos de Charles Frohman, irmão de Daniel.
Por volta de 1900, Henrietta era uma estrela. Seus papéis costumavam ser de mulheres engraçadas e aventureiras, algo no qual se especializou. Várias de suas peças acabariam se tornando filmes da era do cinema mudo, interpretadas por atrizes mais jovens. Por volta de 1911, sua companhia fez 60 apresentações da comédia The Real Thing, de Catherine Chisholm Cushing, em Nova Iorque, antes de pegarem a estrada para se apresentarem pelo país. Em julho de 1912, eles se apresentaram em Regina, na província canadense de Saskatchewan, em benefício das vítimas de um furacão.

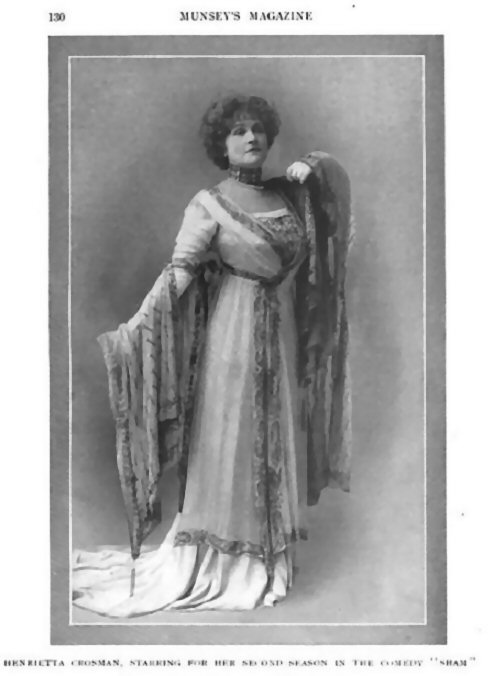
Edição da Munsey's Magazine, de 1910

## Cinema
Henrietta já era uma conhecida atriz de teatro quando a era do cinema começou. Em 1914, provavelmente por curiosidade, ela assinou um contrato com Adolph Zukorpara estrelar seu primeiro filme, uma versão de The Unwelcome Mrs. Hatch.
Por volta de 1930, o cinema mudo dava lugar ao cinema falado, e em 1924 a indústria ainda iniciante começava a atrair a atenção de atores do teatro para atuarem em frente às câmeras. Henrietta já era considerada uma atriz veterana e viu sua carreira resurgir ao se ver envolvida na produção de filmes falados, atuando com artistas mais jovens, que nunca tiveram a chance de vê-la no teatro. Um de seus primeiros longas falados foi The Royal Family of Broadway (1930), uma versão da Paramount para a peça The Royal Family, de Edna Ferber.

## Casamentos
Henrietta casou-se duas vezes e teve dois filhos. O mais velho, George, nasceu em 1887, filho de seu primeiro marido, J. Sedley Brown, de quem se divorciou depois de dez anos. Em 1896, ela se casou com Maurice S. Campbell, jornalista, com quem teve seu filho Maurice Jr., em 1897. Ele se tornaria produtor da Broadway e, junto de Henrietta, trabalhou na incipiente indústria do cinema mudo, tendo sido também diretor de filmes.

## Morte
Henrietta faleceu em Pelham Manor, uma vila no Condado de Westchester, em Nova York, em 31 de outubro de 1944, dois anos depois da morte de Maurice, aos 83 anos.

## Filmografia
- The Unwelcome Mrs. Hatch (1914)
- The Supreme Test (1915)
- How Molly Made Good (1915)
- Broadway Broke (1923)
- Wandering Fires (1925)

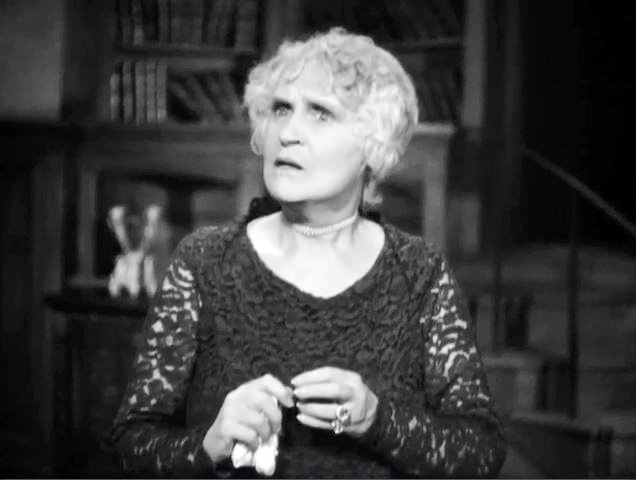
Henrietta em Charlie Chan's Secret (1936)

- The Royal Family of Broadway (1930)
- Pilgrimage (1933)
- Carolina (1934)
- Three on a Honeymoon (1934)
- Such Women Are Dangerous (1934)
- Among the Missing (1934)
- The Curtain Falls (1934)
- Elinor Norton (1934)
- Menace (1934)
- The Right to Live (1935)
- The Dark Angel (1935)
- Charlie Chan's Secret (1936)
- Footlights and Shadows (1936)
- Hitch Hike to Heaven (1936)
- The Moon's Our Home (1936)
- Girl of the Ozarks (1936)
- Follow Your Heart (1936)
- Personal Property (1937)